# San Giorgio Albanese
San Giorgio Albanese – miejscowość i gmina we Włoszech, w regionie Kalabria, w prowincji Cosenza.
Według danych na rok 2004 gminę zamieszkiwało 1709 osób, 77,7 os./km².